# Camp de gas de Bovanénkovo
El camp de gas de Bovanénkovo és un camp de gas natural situat al Districte Autònom Iamalo-Nenets (Rússia). Fou descobert el 1972 i desenvolupat per Gazprom. Entrà en servei el 2012 i forneix tant gas natural com condensats. Té unes reserves provades de 4,9 × 1012. El 2010 produïa uns 311.000.000 m³ al dia. Forma part del Projecte Iamal.
El primer pou hi fou perforat a la darreria del 2008, coincidint amb l'inici de la construcció de la secció Bovanénkovo-Ukhtà del gasoducte Iamal-Europa.
El 2020 produí 99.000 milions de metres cúbics (contra una capacitat nominal de 115.000 milions). El desenvolupament de capes de gas humides situades a una major profunditat podria augmentar-ne la capacitat a 140.000 milions de metres cúbics l'any.
El camp de gas de Kharassavei és 100 km al nord de Bovanénkovo.

## Transport
La línia Óbskaia-Bovanénkovo, una línia de ferrocarril de 572 km de llargada, parteix d'Óbskaia i garanteix l'accés al camp de gas de Bovanénkovo a totes les estacions de l'any. Fou inaugurada el 2011. El port del camp de gas de Kharassavei es pot fer servir a l'estiu. El camp de gas també té connexions mitjançant l'aeroport de Bovanénkovo.